# Distrikt Condebamba
Der Distrikt Condebamba liegt in der Provinz Cajabamba in der Region Cajamarca in Nordwest-Peru. Der Distrikt wurde am 11. Februar 1855 gegründet. Er hat eine Fläche von 197 km². Beim Zensus 2017 wurden 14.749 Einwohner gezählt. Im Jahr 1993 lag die Einwohnerzahl bei 12.762, im Jahr 2007 bei 13.186. Sitz der Distriktverwaltung ist die auf einer Höhe von 2829 m gelegene Ortschaft Cauday mit 685 Einwohnern (Stand 2017). Cauday liegt 6 km nördlich der Provinzhauptstadt Cajabamba.

## Geographische Lage
Der Distrikt Condebamba liegt im Andenhochland östlich der peruanischen Westkordillere im zentralen Norden der Provinz Cajabamba. Er hat eine annähernd kreisförmige Gestalt mit einem Durchmesser von etwa 17 km. Der Río Condebamba bildet die westliche Distriktgrenze, der Río Crisnejas die nördliche Distriktgrenze.
Der Distrikt Condebamba grenzt im Westen an den Distrikt Cachachi, im Norden an den Distrikt Eduardo Villanueva (Provinz San Marcos), im Osten an den Distrikt Sitacocha sowie im Süden an den Cajabamba.

## Ortschaften im Distrikt
Laut dem Zensus 2017 gibt es 65 Ortschaften im Distrikt. Zu den größeren gehören:
- Cauday (685 Einwohner, Hauptort)
- El Huayo (647 Einwohner)
- Mangallana (342 Einwohner)
- Chichir (951 Einwohner)
- Malcas (499 Einwohner)
- Coima (440 Einwohner)
- San Ambrocio de Otuto (589 Einwohner)
- Chaquicocha (359 Einwohner)
- Tangalbamba Alto (475 Einwohner)
- Sarin (318 Einwohner)
- Ogoscon Vista Alegre (459 Einwohner)
- Ogoscon Paucamonte (667 Einwohner)
- La Esperanza (467 Einwohner)
- Huañimbita (318 Einwohner)

## Politik
Der Gemeinderat des Distrikts besteht aus sechs Sitzen, von denen einer vom Bürgermeister besetzt ist. Der Bürgermeister sowie die weiteren Mitglieder des Gemeinderats werden alle vier Jahre in den peruanischen Kommunalwahlen gewählt. Bei den Kommunalwahlen 2022 wurden diese für die Periode vom 1. Januar 2023 bis zum 31. Dezember 2026 gewählt. Zum Bürgermeister wurde Manuel Jesús Villar Romero von Somos Perú gewählt. Von den restlichen fünf Mitgliedern des Gemeinderats gehören vier ebenfalls Somos Perú an, das fünfte Mitglied gehört der Regionalpartei Frente Regional de Cajamarca an.

## Verkehr
Durch Condebamba führt die Nationalstraße PE-3N, die Nord-Süd-Achse durch den Gebirgsteil Perus. Die Regionalstraßen CA-108 und CA-111 sowie mehrere Gemeindestraßen erschließen das Gebiet.